# AWG Bassum
Die AbfallWirtschaftsGesellschaft mbH Bassum (AWG) ist ein Tochterunternehmen des Landkreises Diepholz und mit der Abfall- und Kreislaufwirtschaft betraut. Sie ist Mitglied im Verband kommunaler Unternehmen e.V. (VKU).

## Geschichte
Ein Vorläufer der AWG, der Müllzweckverband Grafschaft Hoya, nahm 1972 seine Tätigkeit mit zunächst 2 Müllfahrzeugen auf. 1977 übernahm er Aufgaben als Regiebetrieb des Landkreises mit Sitz in Syke–Barrien. 1977/1978 Errichtung der Zentraldeponie in Bassum. 1988 Umwandlung in das eigenständige „Amt für Abfallwirtschaft“ Kreisabfallwirtschaft. 1990 Einführung der Bio-Tonne und Bau der ersten Stufe des Kompostwerkes. 1993 Umwandlung des „Amtes für Abfallwirtschaft“ in den Eigenbetrieb „Kreisabfallwirtschaft“. 1997 Inbetriebnahme der mechanisch-biologischen Restabfallbehandlungsanlage (RABA). 1998 Umwandlung der Kreisabfallwirtschaft in die heutige AbfallWirtschaftsGesellschaft mbH. 2005 Inbetriebnahme des Heizkraftwerkes Blumenthal. 2012 Beginn und Ausbau der Wertstoffhöfe, Einrichtung von Mini-Wertstoffhöfen.

## Abfallsammlung
Die AWG sammelt im Landkreis Diepholz sowie teilweise in Nachbarkreisen jährlich etwa 200.000 Tonnen Abfälle/Wertstoffe ein und bearbeitet diese am Rande von Bassum in dessen Entsorgungszentrum. Weiter betreibt sie vier großräumige Wertstoffhöfe (Aschen, Sulingen, Bassum, Stuhr/Weyhe), neun Mini-Wertstoffhöfe (Stuhr, Weyhe, Bruchhausen-Vilsen, Lemförde, Barnstorf, Rehden, Wagenfeld, Siedenburg, Kirchdorf) und diverse andere Sammelstellen.

## Verwertung
Über 70 % der eingesammelten Abfälle werden verwertet. Mit der Restabfallbehandlungsanlage (RABA), dem Kompostwerk, einer Zentraldeponie mit Kläranlage, einem Problemabfallzwischenlager und weiteren Einrichtungen verfügt die AWG über ein breites Spektrum an abfalltechnischen Anlagen.

## Energieproduzent
Die AWG produziert aus heizwertreichen Restabfällen ca. 2/3 ihres Stroms im Heizkraftwerk Blumenthal, 1/3 stammt aus den Biogas-, Wind- und Photovoltaikanlagen.

## Tochterunternehmen
- Humus Vermarktungs GmbH, Bassum
- hkw blumenthal GmbH, Bassum
- BREWA Umwelt-Service GmbH